# 圣保罗利佐讷
圣保罗利佐讷（法語：Saint-Paul-Lizonne，法語發音：[sɛ̃ pɔl lizɔn]）是法国多尔多涅省的一个市镇，属于佩里格区。

## 地理
圣保罗利佐讷（45°19'10"N, 0°16'54"E）面积9.28 平方千米，位于法国新阿基坦大区多爾多涅省，该省份为法国西南部内陆省份，是法國本土面积第三大的省，大致对应佩里戈尔地区，北起顺时针与夏朗德省、上维埃纳省、科雷兹省、洛特省、洛特-加龙省、吉倫特省和滨海夏朗德省接壤。
与圣保罗利佐讷接壤的市镇（或旧市镇、城区）包括：圣塞沃兰、布泰耶-圣塞巴斯蒂安、吕西尼亚克、阿勒芒。

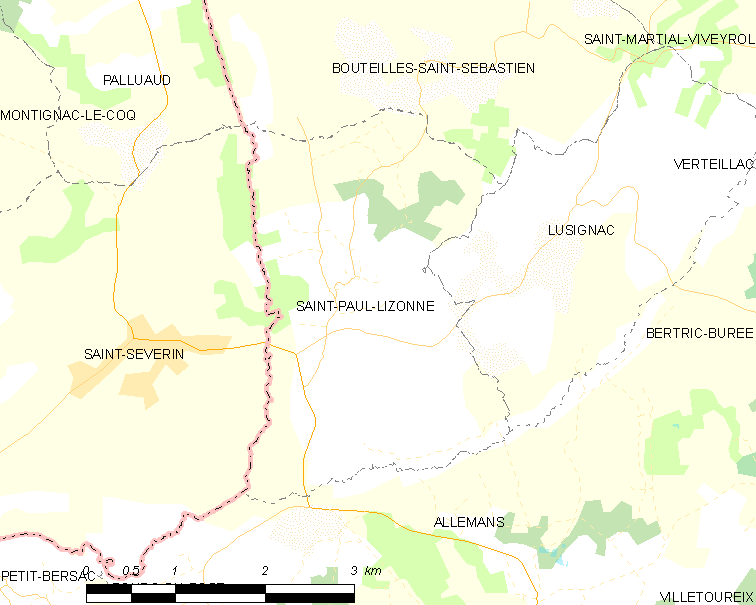
圣保罗利佐讷的OSM定位图

圣保罗利佐讷的时区为UTC+01:00、UTC+02:00（夏令时）。

## 行政
圣保罗利佐讷的邮政编码为24320，INSEE市镇编码为24482。

## 政治
圣保罗利佐讷所属的省级选区为里贝拉克县。

## 人口

1962-2008年间圣保罗利佐讷人口变化图示

圣保罗利佐讷于2022年1月1日时的人口数量为277人。